# José Pereira Alvarez
José Pereira Alvarez, mais conhecido como Juca Alvarez (São Borja, 29 de março de 1933 – 4 de outubro de 2007) foi um político brasileiro.
Foi prefeito de São Borja, filiado ao Partido Progressista (PP). Nas eleições de 1994 foi eleito deputado estadual à Assembleia Legislativa do Rio Grande do Sul na 49ª legislatura (1995 — 1999).